# Idli

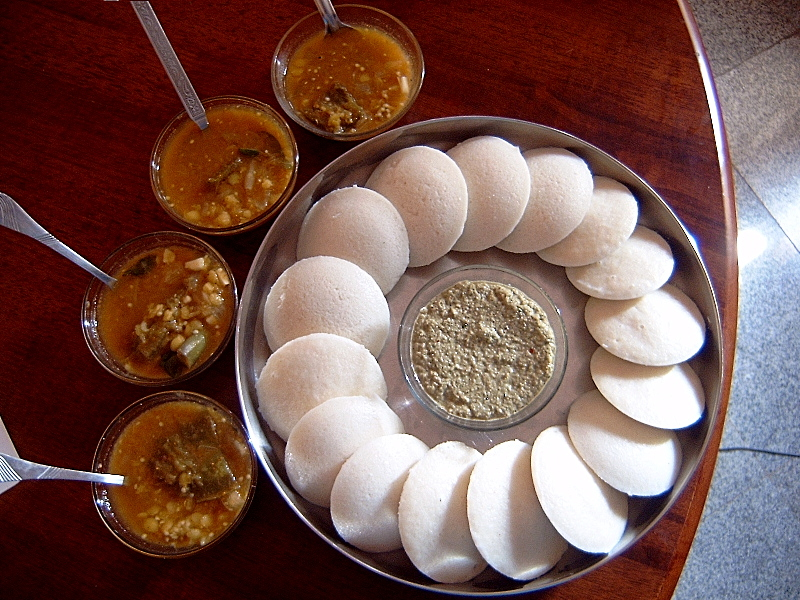

Idli (tamilski: இட்லி, kannada: ಇಡ್ಲಿ; malajalam: ഇഡ്ഡ്‌ലി, tamilski: இட்லி, telugu: ఇడ్లీ w języku angielskim zapisywane różnie: idli, iddli, idly) – gotowane na parze danie kuchni południowoindyjskiej; rodzaj okrągłych, spłaszczonych klusek w kształcie bułeczek sporządzonych ze sfermentowanej soczewicy urad i mąki ryżowej. Najczęściej są spożywane na śniadanie wraz z sambarem i czatnejem, bądź też bez dodatków jako przekąska w ciągu dnia.